# Saint-Germain-des-Prés (wijk)
Saint-Germain-des-Prés is een woonwijk in het 6e en 7e arrondissement van Parijs, aan de linkeroever van de Seine.

## Beschrijving
Ze is in de middeleeuwen gegroeid rondom de abdij Saint-Germain-des-Prés.
Na de Tweede Wereldoorlog werd de woonwijk Saint-Germain-des-Prés een verzamelpunt van culturele evenementen en belevenissen. In de cafeetjes en brasserieën vertoefden de grote filosofen, artiesten en cineasten van destijds, zoals Jean-Paul Sartre, Simone de Beauvoir, Juliette Gréco, Jean-Luc Godard en François Truffaut. De laatste jaren heeft het culturele aspect moeten wijken voor de meer commercieel gerichte winkels, antiekzaken en boetieks. Beroemde modeontwerpers zoals Giorgio Armani, Christian Dior en Louis Vuitton hebben hier hun winkels.

## Trivia
- In de jaren vijftig bestond in Amsterdam het revuecafé Saint-Germain-des-Prés, waar Dorus optrad.

- Gemeinsame Normdatei: 4118241-8